# 和歌山県道13号和歌山橋本線
和歌山県道13号和歌山橋本線（わかやまけんどう13ごうせん わかやまはしもとせん）は、和歌山県和歌山市から橋本市に至る県道（主要地方道）である。

## 概要
国道24号は和歌山インター付近から五条まで紀の川の右岸を通るのに対し、この県道は全体を通して紀の川の左岸（南側）を通る。この県道は、和歌山県和歌山市から国道よりも数キロメートル南に遠回りして、紀の川市を経て、そこから先は国道24号とは紀の川を挟んで並行して、橋本市に至る。

### 路線データ
- 実延長：56.402km
- 起点：和歌山市堀止東1丁目（堀止交差点＝国道42号）
- 終点：橋本市橋本1丁目（橋本1丁目交差点＝国道24号）

## 歴史
- 1982年（昭和57年）4月1日 - 建設省（現・国土交通省）から、主要県道海南九度山線の一部、一般県道和歌山桃山線、一般県道上鞆淵橋本線の一部を和歌山橋本線として主要地方道に指定。
- 1983年（昭和58年）2月1日 - 和歌山県が路線認定。
- 1993年（平成5年）5月11日 - 建設省から、主要県道和歌山橋本線が和歌山橋本線として主要地方道に再指定される[1]。
- 2015年（平成27年）7月31日 - 和歌山市和田地内の延長890ｍが供用開始。[2]
- 2015年（平成27年）8月11日 - 遠方バイパス（紀の川市遠方地内～風市地内：延長1.4km）が供用開始。[3]
- 2016年（平成28年）6月28日 - 和歌山県告示第719号により、水軒交差点～水軒口交差点、水軒口交差点～堀止交差点（国道42号と重複）の区間が編入される。[4]
- 2019年（平成31年）3月10日 - 阪和自動車道 和歌山南スマートインターチェンジが完成、和田交差点～吉礼交差点が開通、接続路線となる。[5][6]
- 2019年（平成31年）3月29日 - 和歌山市秋葉町（水軒口交差点）～和歌山市和田（和田交差点）の区間が当路線に編入される。[7]
- 2019年（平成31年）4月2日 - 和歌山県告示第304号により、和歌山市手平～和歌山市吉礼に至る約5.2km、和歌山市神崎～和歌山市和田に至る約1.6kmの区間が当県道から外れる。[8]
- 2020年（令和2年）3月31日 - 和歌山県告示第475号により、水軒口交差点～堀止交差点、堀止交差点～昭和通り交差点の区間が当県道から外れる。[9]
- 2023年（令和5年）2月23日 - 都市計画道路南港山東線（西浜交差点～水軒口交差点：延長920m）が供用開始。[10]

## 路線状況
新しい道の完成により、旧道ができる場合があり、既存の旧道も数多くある。旧道は往時の大和街道に相当する。

### 旧道
1. 和歌山市中島 - 和歌山市杭ノ瀬を経て、和田川の北岸を通り、和歌山電鉄貴志川線竈山駅の東のあたりで現道に合流する狭路（旧竈山街道）と、和歌山市田尻にてこの道と別れて島精機製作所の正門前と、その他いくつかの工場の前を通って和歌山市神前を経て和歌山市吉礼に至る二車線道。
2. 和歌山市吉礼 - 和歌山市山東中を経て、和歌山市永山に至る狭道。
3. 和歌山市永山から車止めのある区間を通って、御池遊園の入り口を経て、長山団地交差点のすぐ南にある踏切を通り、西貴志コミュニティーセンター付近でまた踏切を通って、貴志川町長原付近で現道に合流してまたすぐに現道と別れて、貴志川町図書館と貴志川中学校の前を通って祇園神社付近で和歌山県道10号岩出野上線に合流する狭路。長山団地交差点から東の区間はかなり昔の旧道である。
4. 和歌山県道10号岩出野上線から北山交差点（実態は押しボタン信号）で別れて、 紀の川市貴志川町丸栖を経る極狭路をへて、和歌山県道130号桃山丸栖線と合流して紀の川市桃山町市場に至る道。
5. 伊都郡かつらぎ町兄井 - 同郡かつらぎ町山崎に至る紀の川寄りの狭道。

### 新道
1. 和歌山市中島 - 和歌山市新中島を経て和歌山市和田に至る四車線のバイパス道路。
2. 和歌山県道142号三田三葛線のバイパス道と重複し、和歌山市和田 - 和歌山市岡崎を経て和歌山市吉礼に至る二～四車線のバイパス道路。
3. 和歌山市吉礼 - 和歌山市平尾を経て、和歌山市永山に至る道。
4. 紀の川市貴志川町神戸 - 紀の川市貴志川町北を経て、紀の川市桃山町市場に至る道。
5. 伊都郡かつらぎ町兄井 - 同郡かつらぎ町山崎に至るバイパス道路。

### 重複区間
- 和歌山県道136号秋月海南線（和歌山市神前 地内）
- 和歌山県道138号和歌山野上線（和歌山市森小手穂 - 和歌山市森口須佐）
- 和歌山県道10号岩出野上線（紀の川市貴志川町神戸 地内）
- 国道424号（紀の川市貴志川町北 - 紀の川市竹房）
- 和歌山県道3号かつらぎ桃山線（紀の川市桃山町市場 - 紀の川市桃山町元）
- 和歌山県道120号上鞆淵那賀線（紀の川市北涌 地内）
- 和歌山県道4号高野口野上線（伊都郡九度山町入郷 - 伊都郡九度山町九度山）
- 国道370号（伊都郡九度山町九度山 - 橋本市橋本1丁目・終点）
- 和歌山県道118号高野橋本線（橋本市学文路 地内）
- 国道371号（橋本市清水 - 橋本市向副）

### トンネル
- 吉礼西トンネル（和歌山市）- 2019年1月竣工、191ｍ
- 吉礼トンネル（和歌山市）- 157m

## 地理

### 通過する自治体
- 和歌山市
- 紀の川市
- 伊都郡
  - かつらぎ町
  - 九度山町
- 橋本市

### 交差する道路
- 国道42号（和歌山市堀止東1丁目・堀止交差点、起点）
- 和歌山県道15号新和歌浦梅原線（和歌山市西浜・西浜交差点）
- 国道42号（和歌山市秋葉町・水軒口交差点）
- 和歌山県道135号和歌山海南線 新道（和歌山市小雑賀・小雑賀交差点）
- 和歌山県道135号和歌山海南線 旧道（和歌山市中島）
- 和歌山県道142号三田三葛線（和歌山市坂田）
- 和歌山県道136号秋月海南線 現道・和歌山県道137号三田海南線（和歌山市和田）
- 和歌山県道136号秋月海南線 新道（和歌山市和田・和田交差点）
- 和歌山県道160号沖野々森小手穂線（和歌山市・和歌山南SIC西交差点）
- 和歌山南スマートインターチェンジ（和歌山市森小手穂・和歌山南SIC入口交差点）
- 和歌山県道138号和歌山野上線（和歌山市吉礼・吉礼交差点）
- 和歌山県道9号岩出海南線・和歌山県道138号和歌山野上線（和歌山市口須佐）
- 和歌山県道10号岩出野上線（紀の川市貴志川町神戸・神戸交差点）
- 和歌山県道10号岩出野上線（紀の川市貴志川町神戸・貴志川支所前交差点）
- 国道424号（紀の川市貴志川町北・北交差点）
- 和歌山県道3号かつらぎ桃山線・和歌山県道128号桃山下井阪線・和歌山県道130号桃山丸栖線（紀の川市桃山町市場・市場交差点）
- 和歌山県道3号かつらぎ桃山線（紀の川市桃山町元・荒川中学校前交差点）
- 国道424号（紀の川市竹房・竹房橋南詰交差点）
- 和歌山県道123号荒見粉河線（紀の川市荒見・竜門橋南詰交差点）
- 和歌山県道120号上鞆淵那賀線（紀の川市北涌）
- 和歌山県道120号上鞆淵那賀線（紀の川市北涌）
- 国道480号（伊都郡かつらぎ町東渋田・東渋田交差点）
- 和歌山県道109号志賀三谷線（伊都郡かつらぎ町三谷）
- 和歌山県道110号三谷妙寺停車場線（伊都郡かつらぎ町三谷）
- 和歌山県道4号高野口野上線（伊都郡九度山町慈尊院・慈尊院交差点）
- 和歌山県道4号高野口野上線（伊都郡九度山町九度山・丹生橋東詰交差点）
- 国道370号・和歌山県道114号九度山停車場線（伊都郡九度山町九度山・九度山交差点）
- 和歌山県道118号高野橋本線（橋本市学文路・学文路交差点）
- 和歌山県道118号高野橋本線（橋本市学文路）
- 国道371号（橋本市清水）
- 国道371号（橋本市向副）
- 和歌山県道55号橋本五條線（橋本市向副）
- 国道24号（国道370号 重複）（橋本市橋本1丁目）